# Jeu de rôle grandeur nature en Belgique
 (février 2015).
Si vous disposez d'ouvrages ou d'articles de référence ou si vous connaissez des sites web de qualité traitant du thème abordé ici, merci de compléter l'article en donnant les références utiles à sa vérifiabilité et en les liant à la section « Notes et références ».
 (mars 2023).

## Organisations
Le paysage du GN en Belgique est différent selon que l'on s'intéresse aux associations néerlandophones ou francophones. Au Nord du pays (Flandre), où l'on parle le néerlandais, il y a peu d'associations, généralement de grande taille, en ceci qu'elles organisent de nombreuses activités sur l'année, qu'elles proposent plusieurs jeux différents et qu'elles rassemblent quelques centaines de participants. En Belgique francophone, les associations sont plus nombreuses (plusieurs dizaines) et de moindre taille : elles n'organisent habituellement que quelques activités (voire une seule) par an.
La plupart des clubs belges organisent leurs activités autour du principe de campagne. Les scénarios de chaque activité sont liés entre eux pour donner une unité scénaristique générale à la campagne, ils partagent donc un univers commun (histoire, géographie, société, ...). Les personnages joueurs, et certains personnages non-joueurs, sont réutilisés d'épisode en épisode. En général, chaque joueur crée lui-même son personnage, qu'il pourra faire évoluer au fil des activités. Les interactions opposent souvent personnages joueurs et personnages non-joueurs (personnages non-joueurs relativement nombreux).
Précisons toutefois que quelques associations travaillent aussi sur le principe du one-shot ou "théâtre aventure", ou encore "murder" (selon une certaine acception belge). Chaque activité est unique, les rôles des personnages joueurs sont écrits par les organisateurs qui les distribuent aux joueurs en fonction de leurs préférences ou d'un processus de casting. Les interactions opposent souvent les personnages joueurs entre eux (peu de personnages non-joueurs). Deux activités organisées par le même club peuvent être totalement indépendantes l'une de l'autre, ou partager un même univers (mais en se situant dans un espace ou un temps différent).

## Évolution
En 2000, les associations néerlandophones et francophones se réunissaient autour d'un grand projet : créer un événement national destiné à tous les joueurs de Belgique et des pays voisins. L'événement AVATAR naît en 2001, partiellement inspiré d'autres gros événements, comme Bicolline ou The Gathering. Le succès de cette organisation a permis de créer la fédération belge du jeu de rôles grandeur nature, qui réutilisera d'abord le nom AVATAR, pour ensuite se rebaptiser BE Larp.
Créée en 2000, l‘association sans but lucratif AVATAR (aujourd'hui BE Larp) est le résultat du rassemblement de la plupart des associations belges de jeu de rôles grandeur nature (GN). Sa vocation est d’offrir des services utiles, relatifs au GN et destinés aux associations belges. Le financement de ces services est directement issu de l’évènement annuel AVATAR. En janvier 2006, l'Assemblée Générale, constituée des clubs de GN membres, votait le changement du nom de l'ASBL d'AVATAR en Fédération belge du jeu de rôles grandeur nature (en trois langues). En 2013, la Fédération est officiellement reconnue comme Organisation de Jeunesse. Cette reconnaissance ouvre de nouvelles perspectives à la Fédération, puisqu'elle permet l'obtention de subsides de fonctionnement et l'embauche de permanents.
L’organisation de la Fédération est constituée de membres issus des associations belges. Bénévoles, ils prennent en charge tant les services de la fédération que l’organisation de l’évènement. 
AVATAR était le plus gros événement de Belgique, parmi les plus gros événements d'Europe et était organisé par la fédération BE Larp jusqu'en 2020. La dernière édition eu lieu en 2019, avant la crise du COVID. Une tentative de reprise en 2022 n'a pas abouti faute de manque d'inscrits. C'était un grandeur nature de type "med-fan" (médiéval-fantastique), favorisant les interactions entre joueurs. AVATAR est l'acronyme de "Autre Vie, Autre Temps, Autre Réalité". Le nombre de participants ne cesse d'augmenter au fil des ans (environ 1 500 joueurs). La fédération Larp organisait l'événement le dernier week-end de juillet et depuis 2009 la durée du jeu est passée de 3 à 4 jours. Les participants venaient principalement de Belgique et de France, mais il n'était pas rare de croiser d'autres nationalités (Suisses, Canadiens, etc).
En 2011, plusieurs organisateurs ou anciens organisateurs du jeu AVATAR se sont désolidarisés du projet pour créer un second mass-LARP (ou GN d'envergure) en Belgique : Ragnarok, en fondant l'ASBL éponyme. Inspiré du jeu allemand Conquest of Mythodea (www.live-adventure.de), Ragnarok se veut un GN immersif et convivial. Il est doté d'une interface de wargame qui permet aux joueurs de rester connectés à l'univers du jeu tout au long de l'année. En 2014, Ragnarok a accueilli plus de 1000 joueurs pour sa quatrième édition. Il se déroule chaque année pendant un week-end proche du 21 juillet (fête nationale belge), à Brisy (commune de Gouvy, dans l'Est de la Belgique).
Son univers de référence est très riche, et sa dominante est clairement médiévale-fantastique. Malgré son nom, il ne fait pas de référence directe à la mythologie scandinave, mais permet aux joueurs de prendre part à une grande cérémonie religieuse (la cérémonie des reliques), qui se déroule dans la ville sainte d'Harapan.